# Neauphle-le-Château
Neauphle-le-Château é uma comuna francesa na região administrativa da Île-de-France, no departamento de Yvelines. A comuna possui 2499 habitantes segundo o censo de 1990.
A escritora Marguerite Duras tinha aqui uma casa, onde foi filmado o filme Nathalie Granger com Jeanne Moreau e Lucía Bosé.